# Franco Giongo
Francesco Maria Giuseppe „Franco” Giongo (ur. 7 lipca 1891 w Bolonii, zm. 28 grudnia 1981 w Mediolanie) – włoski lekkoatleta specjalizujący się w biegach sprinterskich.
Giongo reprezentował Królestwo Włoch podczas V Letnich Igrzyskach Olimpijskich w 1912 roku w Sztokholmie, gdzie wystartował w trzech konkurencjach. W biegu na 100 metrów z nieznanym czasem zajął w swoim biegu eliminacyjnym drugie miejsce, co pozwoliło mu zakwalifikować się do fazy półfinałowej. Tam także z nieznanym czasem zajął czwarte bądź piąte miejsce w swoim biegu i odpadł z dalszej rywalizacji. W biegu na 200 metrów czasem ok. 25,0 zajął drugie miejsce w biegu eliminacyjnym i dostał się do fazy półfinałowej, gdzie w swoim biegu z nieznanym czasem uplasował się na czwartej lokacie i odpadł z dalszej rywalizacji. Ostatnim startem Giongo był bieg na 400 metrów, który zakończył się dla niego na eliminacjach. Zajął w swoim biegu trzecie miejsce.
Wielokrotny rekordzista kraju. Reprezentował barwy klubu Atletic Club Torino.

## Rekordy życiowe
- bieg na 100 metrów – 10,8 (1923)
- bieg na 200 metrów – 21,7 (1914)
- bieg na 400 metrów – 50,4 (1914)